# Обменно бюро
Обменно бюро или валутно бюро е предприятие, чиито клиенти обменят дадена валута за друга.

## Местоположение
Обменните бюра са често разположени до туристическа агенция, хотел, летище, голяма железопътна гара, търговски център, голям магазин, улици – навсякъде, където има оживен пазар, където хората се нуждаят да обменят валута.
Те са най-често срещани в основни транспортни възли, особено където има много пристигащи и заминаващи от/за чужбина.
- В Общомедия има медийни файлове относно Обменно бюро

|  | Тази страница частично или изцяло представлява превод на страницата Bureau de change в Уикипедия на английски. Оригиналният текст, както и този превод, са защитени от Лиценза „Криейтив Комънс – Признание – Споделяне на споделеното“, а за съдържание, създадено преди юни 2009 година – от Лиценза за свободна документация на ГНУ. Прегледайте историята на редакциите на оригиналната страница, както и на преводната страница, за да видите списъка на съавторите. ВАЖНО: Този шаблон се отнася единствено до авторските права върху съдържанието на статията. Добавянето му не отменя изискването да се посочват конкретни източници на твърденията, които да бъдат благонадеждни. |